# Dans la jungle
Dans la jungle, est une suite pour orchestre en sept mouvements, composée en 1959, par Alexandre Lokchine d'après la musique écrite pour le film d'Alexandre Zgouridi. La suite est créée à Moscou l'année suivante, par l'Orchestre de la radio de Moscou, sous la direction d'Arvīds Jansons.

## Histoire
Alors qu'il est confiné en Sibérie, Lokchine tire la pièce destinée au concert de la partition écrite pour le film d'Alexandre Zgouridi, Черная гора [« Les montagnes noires »], dont le titre est parfois : Sur la piste de la jungle... d'après Le Livre de la jungle de Rudyard Kipling qui inspire le film. Lokchine utilise quelques années plus tard des textes de Kipling pour sa troisième symphonie (1966) bien que l'auteur soit tenu par l'idéologie soviétique comme « décadent » et un « idéologue de l’impérialisme ». La symphonie, interdite en URSS, n'est créée qu'en 1979 à Londres par Guennadi Rojdestvenski.

## Mouvements
1. Introduzione
2. Jungle
3. Jeux de singes
4. Nuit
5. Oiseaux
6. Poursuite
7. Battue et finale

Durée : 23 minutes
La partition démontre que lorsqu'un authentique compositeur écrit pour le cinéma, il compose de vrais chefs-d'œuvre. Usant d'un orchestre chatoyant et très fourni, Lokchine suit l'intrigue figurative, pleine de couleurs et de vie. Par exemple, dans les jeux de singes, il se sert du timbre de quatre saxophones aux accents jazz. Lokchine s'amuse en outre à glisser des citations de ses œuvres préférées, notamment de Mahler.

## Édition
La partition est publiée par Moscow Musical Publishers – Harmony.

## Discographie
- Alexandre Lokchine, premières compositions : Dans la jungle - Orchestre symphonique du Bolchoï, dir. Arvīds Jansons (1960, National Music Publishing M-4339)[4] (OCLC 978017010)
- Dans la jungle - recreation – Großes Orchester Graz, dir. Michel Swierczewski (juillet 2005, BIS CD-1556)[5]

### Notices discographiques
- (en) Eugenia Chigareva, « Premières compositions », p. 8–11, Moscou, National Music Publishing M-4339, 2006 .
- Josef Beheimb (dirigé par Michel Swierczewski), « Les fleurs du mal ; Dans la jungle », p. 21–26, BIS CD-1556, 2009 .